# Хосе Фернандо Бонапарте
Хосе́ Ферна́ндо Бонапа́рте (14 червня 1928 , Росаріо, Санта-Фе  — 18 лютого 2020 , Мерседес, Буенос-Айрес і Буенос-Айрес ) — аргентинський палеонтолог, який відкрив безліч південноамериканських динозаврів і став наставником нового покоління аргентинських палеонтологів. Вважається основоположником вивчення динозаврів Південної Америки. Палеонтолог Пітер Додсон описав його як «майже одноосібно... відповідального за те, що Аргентина стала шостою країною у світі за кількістю видів динозаврів».

## Відкриття
Був одним з авторів першоописів таких динозаврів:
- Абелізавр (1985)
- Агустинія (1998)
- Альваресзавр (1991)
- Амаргазавр (1991)
- Andesaurus delgadoi (1991)
- Аргентинозавр (1993)
- Argyrosaurus superbus (1984)
- Карнотавр (1985),
- Колорадізавр (1978)
- Guaibasaurus candelariensis (1998)
- Критозавр (1984)
- Lapparentosaurus madagascariensis (1986)
- Ligabueino andesi (1996)
- Мусзавр (1979)
- Noasaurus leali (1980)
- П'ятницькизавр (1979)
- Rayososaurus agrioensis (1996)
- Riojasaurus incertus (1969)
- Saltasaurus loricatus (1980)
- Velocisaurus unicus (1991)
- Volkheimeria chubutensis (1979)
- Ligabuesaurus leanzai (2006)

Бонапарте також зробив внесок в опис гіганотозавра.